# 双球芹
双球芹（学名：Schrenkia vaginata）为伞形科双球芹属的植物。分布在俄罗斯、中亚以及中国大陆的新疆等地，生长于海拔1,300米至1,600米的地区，常生于山地草原带砾石质干山坡，目前尚未由人工引种栽培。